# Канеллопулос, Илиас
Илиас Канелло́пулос (греч. Ηλίας Κανελλόπουλος, 1844-27 марта (старый стиль) 1894 — греческий морской офицер, известен как основатель и директор 1884—1890 (греческой) военно-морской академии (школы морских кадетов) на постоянной основе, а также как модернизатор её учебной программы. Автор морских учебных руководств и книг, переводчик. Депутат парламента Греции. Его именем назван центр (лагерь) подготовки ВМФ Греции.

## Биография

Эмблема ВМФ Греции.

Илиас Канеллопулос родился в 1844 году в городе Нафплион. По материнской линии приходился родственником Калиопи Папалексопулу, «жрицы революционных идей» (в Нафплионе), как её именует историк Димитрис Фотиадис:362. Первоначально поступил на юридический факультет Афинского университета, после чего в 1862 году принял участие в качестве артиллериста в антимонархической революции Нафплиона против деспотического правления короля баварца Оттона. После поражения революции был арестован и первоначально заключён на парусно-паровом фрегате «Амалия».
Несмотря на подавление Нафплионского восстания, в октябре 1862 года Оттон был вынужден покинуть страну. Между тем Канеллопулос был освобождён и после освобождения вступил в королевский флот Греции в 1863 году в качестве кадета, и 4 годами позже получил звание прапорщика.
Ещё будучи прапорщиком проявил свои интеллектуальные способности и интересы, переведя на греческий по собственной инициативе французские руководства по управлению парусными и паровыми судами. За эти работы был награждён Серебряным крестом Ордена Спасителя и ему было поручено перевести на греческий французские и английские военно-морские словари.
В 1875 году, он был повышен в звание второго лейтенанта. В том же году, он написал своё собственное руководство по мореплаванию и обращением с парусом и такелажем.
В начале 1876 года он был послан во Францию для дальнейшей учёбы. Совершил тринадцатимесячное кругосветное путешествие на борту французского линейного корабля Наварин. Он вёл дневник и сделал подробные научные заметки о своём путешествии, и представил их морскому министерству Греции в качестве рапорта, который однако остался неизданным. По возвращении во Францию, он получил назначение в посольство Греции в Париже
В 1880 году он получил Орден Короны Италии (офицер) за его роль в спасении итальянского парохода Nuova Girona
В том же году он отбыл в Британию для продолжения учёбы.
Это был период реорганизации и расширения ВМФ начатый правительством Харилаоса Трикуписа в 1880 году.
Будучи повышен в звание капитана 3-го ранга в 1882 году он был послан в Британию, Францию, Данию и Германию в составе военно-морской комиссии для выбора и строительства линкоров пригодного типа для ВМФ Греции.
По возвращении в Грецию, он занялся подготовкой правовых и институциональных рамок для официального учреждения военно-морской академии (школы морских кадетов) (раннее она существовала неофициально и с перерывами), и был назначен её первым директором 22 июня 1884 года.
Причём первоначально школа размещалась на борту «Амалия», бывшего в своё время местом заключения Канеллопулоса после Навплийской революции 1860-61 годов.
Канеллопулос был не только директором академии, но и профессором всех связанных с флотом дисциплин, для которых он написал соответствующие руководства по всем вопросам от управления парусными судами до астрономии и космографии, морских исчислений и морской артиллерии.
В то же время он является автором большинства законов того периода касающихся ВМФ, а также написал ряд исследований касающихся морских фортификаций, создания постоянного арсенала и военно-морской базы, десантных операций и т. д..
Наряду с его ментором, Леонидасом Паласкасом, Канеллопулос считается историками флота реформатором и «учителем» греческого ВМФ в XIX веке.
Он оставался на посту директора морской академии в звании капитан 2-го ранга (αντιπλοίαρχος) до 1890 года.
В 1892 году он был избран депутатом в Парламент Греции от Аргоса. Умер умер 27 марта 1894 года. Его племянники, Филипп и Константин, также поступили на флот и дослужились до звания адмирала

## Память
Греческий флот почтил его память дав его имя одному из флотских центров подготовки основанного в 1948 году в Скарамангас. В 1999 году, после слияния с близлежащим центром подготовки Паласкас, база сохранила имя Канеллопулос.
Его книга о терминологии парусных кораблей повторно издана в 2015 году.